# Espen Nakstad

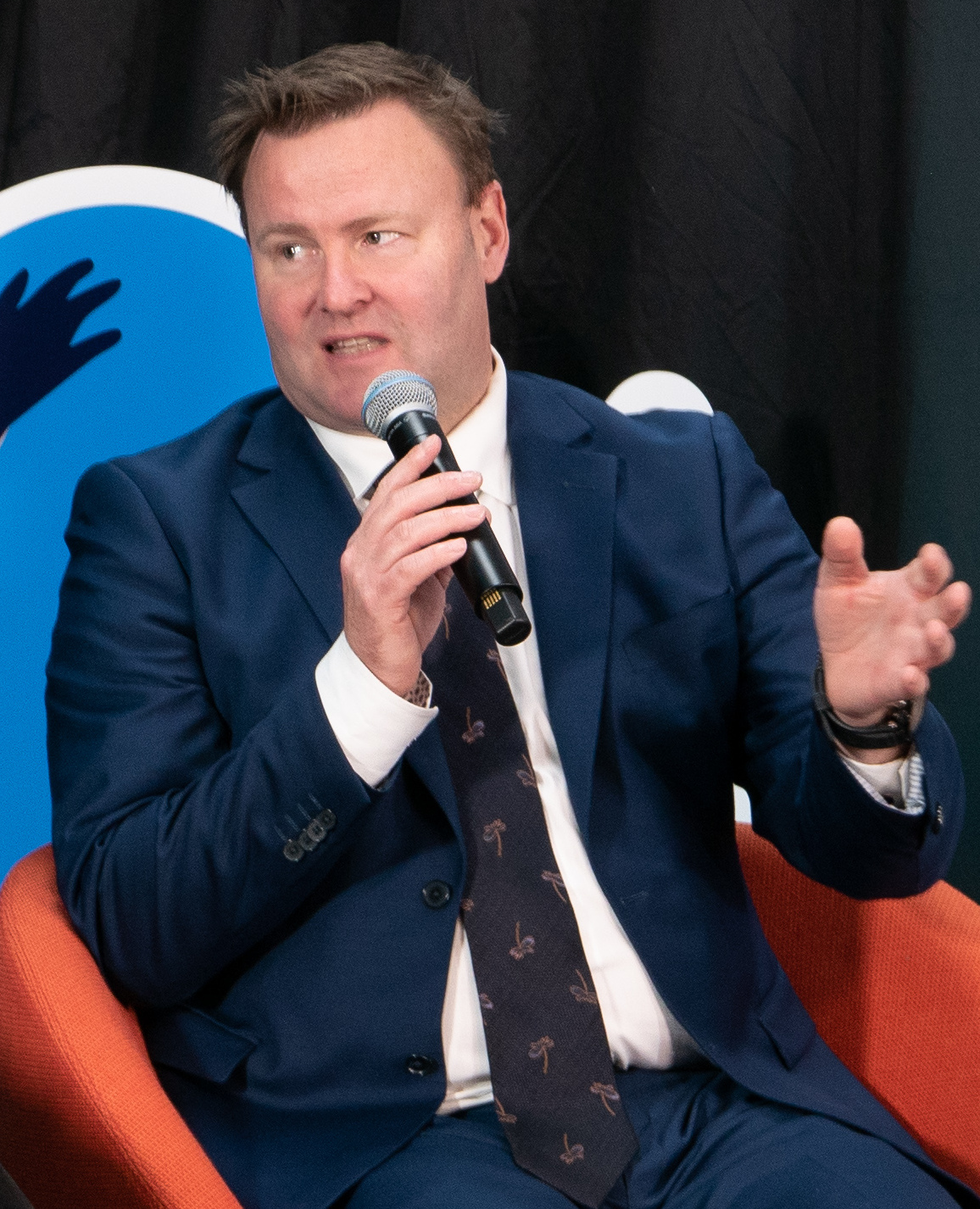
Espen Nakstad, 2022

Espen Rostrup Nakstad (* 1975) ist ein norwegischer Arzt, Forscher und Autor. Von März 2020 bis Juli 2024 war er stellvertretender Leiter der Gesundheitsbehörde Helsedirektoratet und während der COVID-19-Pandemie in Norwegen einer breiten Öffentlichkeit bekannt.

## Leben
Nakstad wuchs in Skjetten in der Kommune Lillestrøm auf. Er schloss sowohl ein Studium der Rechtswissenschaft als auch der Medizin ab. In der Medizin promovierte er an der Universität Oslo. Er gilt als Spezialist für Innere Medizin und Lungenerkrankungen und wurde als Oberarzt am Ullevål-Universitätsklinikum in Oslo tätig. Im Jahr 2018 veröffentlichte er gemeinsam mit Bjørn Bjelland das Buch Beredskap, kriseledelse og praktisk skadestedsarbeid, ein Lehrbuch zur Krisenhantierung im Gesundheits- und Bereitschaftsbereich.
Im März 2020 wurde er vom norwegischen Gesundheits- und Fürsorgeministerium, dem Helse- og omsorgsdepartementet angefragt, für zwei Wochen als kommissarischer stellvertretender Direktor in der Gesundheitsbehörde Helsedirektoratet einzuspringen. Grund dafür war, dass sich die Leitung der Behörde in Quarantäne befand. Nakstad, der das Angebot annahm, wurde dadurch zu Beginn der COVID-19-Pandemie eine der zentralen Figuren für die norwegischen Gesundheitsbehörden. Er wurde dabei unter anderem für seinen ruhigen und deutlichen Kommunikationsstil gelobt. Nach den zwei Wochen verblieb er weiter in der Position des stellvertretenden Leiters.
Im Dezember 2020 wurde er von der Zeitung Verdens Gang (VG) zum „Namen des Jahres“ (norwegisch: Årets navn) gewählt. Mit Kode rød. Kampen for det vakre wurde im Oktober 2021 ein von ihm geschriebenes Sachbuch veröffentlicht. In diesem erklärt Nakstad unter anderem die Geschichte verschiedener Viruserkrankungen. Im Januar 2024 wurde bekannt, dass seine Tätigkeit für das Helsedirektoratet Ende Juli 2024 enden werde. Er kehrte daraufhin zu seiner Position als Oberarzt und Forscher am Universitätskrankenhaus Oslo zurück. Im Jahr 2024 gewann er eine Staffel der Realityserie 71 grader nord – Norges tøffeste kjendis.

## Privates
Nakstad hatte einen Zwillingsbruder, der im Januar 2014 beim Absturz eines Rettungshubschraubers ums Leben kam. Er war ebenfalls als Arzt tätig.

## Werke
- 2018: Beredskap, kriseledelse og praktisk skadestedsarbeid (mit Bjørn Bjelland)
- 2021: Kode rød. Kampen for det vakre. Gyldendal